# Scatman’s World
Scatman’s World — второй студийный альбом американского певца Скэтмэна Джона, выпущенный в 1995 году после успешных синглов «Scatman (Ski Ba Bop Ba Dop Bop)» и «Scatman’s World».

## Об альбоме
Альбом посвящён детям, встречающим неприязнь и непонимание в этом мире, а также детям, страдающим заиканием. В альбоме часто упоминается утопичная страна Scatland. Сам певец пишет о ней так: «Население Scatland составляют дружелюбные и заботливые люди, не слышавшие о таких понятиях как война, коррупция, классовое разделение <…> Если вы хотите знать, где находится Scatland, не смотрите слишком далеко: она находится среди ваших самых заветных мечтаний и самых страстных желаний».
В песнях отражаются элементы устройства американского общества; многие из них построены на личном опыте Джона: «Quiet Desperation» («Тихое отчаяние») повествует о положении бездомного; «Time (Take Your Time)» — о времени, проведённом им в Обществе анонимных алкоголиков, «Popstar» — ироничная песня о мелкой природе популярности и славы.
Альбом завершается песней «Song of Scatland», вышедшей позднее отдельным синглом. Последняя песня «Hi, Louis», джазовая композиция с характерным скэтом, является отсылкой к Луи Армстронгу, почитателем которого был Скэтмэн. В следующем альбоме певец выпустит посвящение Армстронгу «Everybody Jam!».
Альбом стал популярным по всему миру, особенно в Японии, где достиг второй строки в хит-параде Oricon и оставался в чартах на протяжении 40 недель.

## Список композиций
1. «Welcome to Scatland» — 0:49
2. «Scatman’s World» — 3:40
3. «Only You» — 3:42
4. «Quiet Desperation» — 3:51
5. «Scatman (Ski Ba Bop Ba Dop Bop)» — 3:30
6. «Sing Now!» — 3:38
7. «Popstar» — 4:13
8. «Time (Take Your Time)» — 3:41
9. «Mambo Jambo» — 3:30
10. «Everything Changes» — 4:38
11. «Song of Scatland» — 5:05
12. «Hi, Louis» — 2:34
13. «Scatman (Game Over Jazz)» (бонус) — 5:03
14. «Scatman (Spike Mix)» (бонус японского издания) — 6:43

## Чарты и сертификации
| Страна     | Чарт (1995)             | Высшая позиция |
| ---------- | ----------------------- | -------------- |
| Австрия    | Ö3 Austria Top 40       | 25             |
| Бельгия    | Ultratop Flanders       | 13             |
| Бельгия    | Ultratop Wallonia       | 11             |
| Германия   | Offizielle Top 100      | 6              |
| Нидерланды | MegaCharts              | 20             |
| Норвегия   | VG-lista                | 6              |
| Финляндия  | Suomen virallinen lista | 1 (2)          |
| Франция    | SNEP                    | 13             |
| Швейцария  | Schweizer Hitparade     | 4              |
| Швеция     | Sverigetopplistan       | 42             |
| Япония     | Oricon                  | 2              |

| Страна  | Организация | Сертификация | Продажи   |
| ------- | ----------- | ------------ | --------- |
| Польша  | ZPAV        | Золотой      | 50 000    |
| Франция | SNEP        | Золотой      | 185 000   |
| Швеция  | GLF         | Золотой      | 50 000    |
| Япония  | RIAJ        | Миллионный   | 1 560 000 |

## Видеоклипы
| Год  | Клип                              | Режиссёр        |
| ---- | --------------------------------- | --------------- |
| 1994 | «Scatman (Ski Ba Bop Ba Dop Bop)» | Kerstin Mueller |
| 1995 | «Scatman’s World»                 | Martin Weisz    |
| 1995 | «Song of Scatland»                | Martin Weisz    |